# アルティン・ウェダーバーンの定理
抽象代数学において、アルティン・ウェダーバーンの定理 (英: Artin–Wedderburn theorem) は半単純環や半単純代数の分類定理である。

## 定理の主張
定理は、（アルティン）半単純環 R はある有限個の ni 次行列環 Mni(Di) の直積に同型であると述べている。ここで ni は正の整数、 Di は可除環であり、 両者とも添字 i の置換を除いて一意的に決定される。とくに、任意の単純左または右アルティン環は可除環 D 上の n 次行列環に同型で、n と D は両方とも一意的に決まる。
直接の系として、アルティン・ウェダーバーンの定理は可除環上有限次元であるすべての単純環（単純代数）は行列環と同型であることを意味する。これはもともと J. H. M. Wedderburn (1908) の結果である。E. Artin (1927) は後にそれをアルティン環のケースに一般化した。
R が可除環 E 上の有限次元単純代数であれば、D は E に含まれる必要はないことに注意せよ。例えば、複素数体上の行列環は実数体上の有限次元単純代数である。
アルティン・ウェダーバーンの定理は可除環上の単純環の分類を与えられた可除環を含む可除環の分類に帰着する。これをさらに単純化できる。D の中心は 体 K でなければならない。したがって R は K-代数であり、それ自身は K を中心としてもつ。有限次元単純代数 R はしたがって K 上の中心的単純代数である。それゆえアルティン・ウェダーバーンの定理は有限次元中心的単純代数の分類の問題を与えられた中心をもつ可除環の分類の問題に帰着する。

## 例
R を実数体とし、C を複素数体とし、H を四元数体とする。
- R 上のすべての有限次元単純代数は R, C, あるいは H 上の行列環でなければならない。R 上のすべての中心的単純代数は R あるいは H 上の行列環でなければならない。これらの結果はフロベニウスの定理から従う。
- C 上のすべての有限次元単純代数は C 上の行列環でなければならない。したがって C 上のすべての中心的単純代数は C 上の行列環でなければならない。
- 有限体上のすべての有限次元中心的単純代数はその体上の行列環でなければならない。
- すべての可換半単純環は体の有限個の直積でなければならない[注釈 3]。
- アルティン・ウェダーバーンの定理によると体 {\displaystyle k} 上の半単純代数は有限積 {\displaystyle \prod M_{n_{i}}(D_{i})} に同型である、ただし {\displaystyle n_{i}} は自然数で {\displaystyle D_{i}} は {\displaystyle k} 上の有限次元可除代数で、{\displaystyle M_{n_{i}}(D_{i})} は {\displaystyle D_{i}} 上の {\displaystyle n_{i}\times n_{i}} 行列の代数である。再び、この積は因子の置換を除いて一意的である。